# 화요일은 밤이 좋아
《화요일은 밤이 좋아》는 대한민국의 종합편성채널인 TV조선에서 화요일에 방송되었던 예능 프로그램이다.

## 기획 의도
- <미스트롯2>와 <미스터트롯2>의 역대급 콜라보! 어디서도 볼 수 없는 최강 조합의 탄생! 화요일 밤의 특급 갈라쇼!

## 방송 시간
| 방송 채널 | 방송 기간                           | 방송 시간                                   | 비고   |
| --------- | ----------------------------------- | ------------------------------------------- | ------ |
| TV조선    | 2021년 10월 29일 ~ 2021년 11월 26일 | 매주 금요일 밤 10시 ~ 토요일 새벽 12시 30분 | 본방송 |
| TV조선    | 2021년 12월 7일 ~ 2024년 3월 19일   | 매주 화요일 밤 10시 ~ 수요일 새벽 12시 30분 | 본방송 |

## 출연진

### 고정 진행자
| 역대 | 출연진 | 방송 기간                          | 방송 회차   | 비고 |
| ---- | ------ | ---------------------------------- | ----------- | ---- |
| 1대  | 붐     | 2021년 10월 29일 ~ 2024년 3월 19일 | 1회 ~ 103회 |      |
| 1대  | 장민호 | 2021년 10월 29일 ~ 2024년 3월 19일 | 1회 ~ 103회 |      |
| 2대  | 정동원 | 2021년 11월 19일 ~ 2022년 3월 1일  | 4회 ~ 13회  |      |
| 2대  | 정동원 | 2022년 3월 22일 ~ 2022년 7월 12일  | 16회 ~ 31회 |      |

### 트로트 가수 출연진
- 양지은, 홍지윤, 김태연, 김의영, 은가은, 안성훈, 박지현, 진해성, 나상도, 최수호

### 하차
- 별사랑, 황우림, 강혜연, 김다현, 허찬미, 윤태화, 전유진, 송가인, 홍자, 정다경, 강예슬

### 팀

#### 금요일은 밤이 좋아
- 김용임(1회) - 양지은, 김태연, 김의영, 은가은
- 박선주(1회) - 홍지윤, 김다현, 별사랑, 강혜연
- 서인영(2회) - 김다현, 은가은, 강혜연, 황우림, 허찬미
- 채연(2회) - 양지은, 홍지윤, 김태연, 김의영, 별사랑
- 솔지(3회) - 홍지윤, 김다현, 별사랑, 강혜연, 허찬미
- 뮤지(3회) - 양지은, 김태연, 김의영, 은가은, 황우림
- 박완규(4회) - 양지은, 김태연, 별사랑, 강혜연
- 고유진(4회) - 홍지윤, 김다현, 은가은, 윤태화
- 강진(5회) - 양지은, 김다현, 별사랑, 강혜연, 김나희
- 조항조(5회) - 홍지윤, 김태연, 김의영, 은가은, 박구윤

#### 화요일은 밤이 좋아
- 코요태(1회) - 양지은, 은가은, 강혜연, 황우림
- 노라조(1회) - 홍지윤, 김다현, 김태연, 허찬미
- 짝꿍대결(2회) - 양지은&현숙, 홍지윤&유지나, 김다현&김용임, 김태연&진성, 김의영&금잔디, 별사랑&김국환
- 최성수(3회) - 홍지윤, 김다현, 김의영, 별사랑, 성민지
- 권인하(3회) - 양지은, 김태연, 은가은, 강혜연, 윤태화
- 김호영(4회) - 김다현, 은가은, 강혜연, 마리아, 신영숙
- 이현우(4회) - 양지은, 홍지윤, 김태연, 별사랑, 김정민
- 태진아(5회) - 양지은, 김다현, 별사랑, 성민지, 노지훈
- 송대관(5회) - 홍지윤, 김태연, 김의영, 강혜연, 서지오
- 이은하(6회) - 홍지윤, 김다현, 김의영, 강혜연, 정동원
- 정수라(6회) - 양지은, 김태연, 은가은, 황우림, 남승민
- 민해경(7회) - 양지은, 김다현, 은가은, 강혜연, 황우림
- 김범룡(7회) - 홍지윤, 김태연, 김의영, 별사랑, 허찬미
- 박남정(8회) - 양지은, 김다현, 은가은, 강혜연, 노지훈
- 원미연(8회) - 홍지윤, 김태연, 별사랑, 황우림, 영지
- 최진희(9회) - 박구윤, 윤태화, 양지은, 강혜연, 김태연
- 진성(9회) - 은가은, 별사랑, 홍지윤, 정동원, 김다현
- 이지훈(10회) - 손준호, 홍지윤, 황우림, 전유진, 김태연
- 빅마마(10회) - 양지은, 강혜연, 별사랑, 김다현
- 박현빈(11회) - 은가은, 양지은, 윤태화, 김다현, 김태연
- 홍경민(11회) - 강혜연, 별사랑, 허찬미, 홍지윤, 황우림
- 김완선(12회) - 양지은, 윤태화, 별사랑, 전유진, 김다현
- 베이비복스(12회) - 은가은, 강혜연, 홍지윤, 김태연
- 미스트롯2 1주년 특집(13회) - 양지은, 홍지윤, 김다현, 김태연, 별사랑, 은가은, 강혜연, 윤태화, 류원정, 성민지, 전유진, 김사은
- 바비 킴(14회) - 홍지윤, 김다현, 김태연, 별사랑, 은가은
- 임정희 & 최정원(14회) - 양지은, 강혜연, 황우림, 전유진
- 자전거 탄 풍경(15회) - 홍지윤, 김태연, 별사랑, 전유진, (신인선)
- 김혜연 & 서지오 & 윤수현(15회) - 양지은, 김다현, 강혜연
- 김장훈(16회) - 홍지윤, 김다현, 강혜연, 마리아, 박광선
- 김종서(16회) - 양지은, 김태연, 은가은, 전유진, 노지훈
- 김용임 & 홍자 & 김나희 & 김다나 & 조정민 & 류원정(17회) - 없음
- 없음(17회) - 양지은, 홍지윤, 김다현, 김태연, 별사랑, 전유진
- 패밀리 가요제 1탄 특집[18회 (1부)] - 양지은&양정훈[2], 강혜연&강동훈[3], 전유진&전용근[4], 김태연&김애란[5], 홍지윤&홍주현[6], 김다현&김도현[7]
- 강진 & 진성 & 윤태화[18회 (2부), 19회 (1부)] - 양지은, 김다현, 강혜연
- 간미연 & 노지훈 & 김국환[18회 (2부), 19회 (1부)] - 홍지윤, 김태연, 은가은
- 윤시내[19회 (2부)] - 양지은, 홍지윤, 김다현, 김태연, 별사랑, 강혜연, 전유진
- 김나희(20회) - 양지은, 홍지윤, 은가은, 강혜연, 윤태화
- 영지(20회) - 김다현, 김태연, 별사랑, 허찬미, 전유진
- 이용 & 홍서범(21회) - 홍지윤, 김다현, 강혜연, 황우림
- 유미리 & 주병선(21회) - 양지은, 김태연, 별사랑, 전유진
- 황윤성(22회) - 홍지윤, 김태연, 류원정, 전유진
- 류지광(22회) - 양지은, 김다현, 별사랑, 강혜연&황우림
- 임태경(23회) - 홍지윤, 김다현, 강혜연, 황우림, 김호영
- 고영열(23회) - 양지은, 김태연, 은가은, 전유진, 신승태
- 나태주(24회) - 양지은, 김태연, 강혜연, 성민지
- 신유(24회) - 홍지윤, 김다현, 별사랑, 황우림
- 김수희 & 문희옥(25회) - 양지은, 김다현, 별사랑, 윤태화
- 이은하 & 정수라(25회) - 홍지윤, 김태연, 은가은, 강혜연
- 패밀리 가요제 2탄 특집(26회) - 양지은&양효빈[8], 홍지윤&서은광, 김다현&남상일, 김태연&김종찬[9], 강혜연&이정수[10], 황우림&황재흔[11], 전유진&김진숙[12]&김진영[13], 김사은&성민
- 듀엣 가요제 특집(27회) - 양지은, 홍지윤, 김다현, 김태연, 별사랑, 전유진
- 서영은 & 이수영(28회) - 양지은, 별사랑, 강혜연, 전유진
- 박혜경 & 테이(28회) - 홍지윤, 김다현, 김태연, 허찬미
- 김승진 & 심신(29회) - 김태연, 강혜연, 황우림, 전유진
- 이범학 & 이규석(29회) - 양지은, 홍지윤, 김다현, 은가은
- 유현상 & 리아(30회) - 양지은, 김태연, 은가은, 강혜연
- 고유진 & 이치현(30회) - 홍지윤, 김다현, 황우림, 전유진
- 전영록 & 김희재(31회) - 홍지윤, 김태연, 강혜연, 허찬미
- 영탁(31회) - 양지은, 별사랑, 김다현, 전유진
- 노지훈 & 박완규 & 안율 & 이솔로몬 & 진성 & 황윤성(32회) - 없음
- 없음(32회) - 양지은, 홍지윤, 김다현, 김태연, 강혜연, 전유진
- 썸버페스티벌특집(33회) - 양지은&자전거탄풍경, 홍지윤&김현철, 김다현&박서진, 김태연&유지나, 은가은&이예준, 전유진&육중완밴드
- 김연자 & 박군(34회) - 양지은, 김태연, 윤태화, 허찬미
- 박구윤(34회) - 홍지윤, 김다현, 강혜연, 은가은
- 이상우 & 원미연(35회) - 홍지윤, 김다현, 별사랑, 황우림
- 전유나 & 이세준(35회) - 양지은, 김태연, 은가은, 강혜연
- 조항조 & 박현빈(36회) - 양지은, 김의영, 별사랑, 은가은
- 신성 & 편승엽(36회) - 홍지윤, 김다현, 김태연, 황우림
- 박상민 & 박미경(37회) - 김다현, 김태연, 김의영, 허찬미
- 숙행 & 박광현(37회) - 양지은, 홍지윤, 별사랑, 은가은
- 김국환 & 김형중(38회) - 김다현, 별사랑, 은가은, 주미
- 김민교 & 임주리(38회) - 홍지윤, 김태연, 김의영, 황우림
- 김혜연 & 배일호& 이애란(39회) - 홍지윤, 김다현, 김의영
- 정훈희 & 한서경& 현숙(39회) - 김태연, 은가은, 허찬미
- 진성 & 류지광(40회) - 홍지윤, 김태연, 김의영, 황우림
- 양지원(40회) - 양지은, 김다현, 별사랑, 은가은
- 강진 & 선우용녀(41회) - 양지은, 김태연, 김의영, 황우림
- 박강성 & 문희경(41회) - 홍지윤, 김다현, 별사랑, 은가은
- 국민떼창트롯특집(42회) - 홍지윤&이자연, 김태연&김수희, 김의영&서지오, 별사랑&박상철, 은가은&금잔디, 황우림&소명
- 이대원 & 설하윤(43회) - 김태연, 김의영, 황우림
- 신인선 & 윤수현(43회) - 별사랑, 은가은, 주미
- 가을밤 특집(44회) - 홍지윤&최진희, 김태연&최유나, 김의영&송대관, 별사랑&한혜진, 은가은&이용, 황우림&정다경
- 내 인생 첫 트롯 특집(45회) - 김태연&KCM, 김의영&김상희, 별사랑&신미래, 은가은&김상배, 황우림&진미령, 숙행&김양
- 사랑애 특집(46회) - 김태연&오승근, 홍지윤&유지나, 김의영&김성환, 별사랑&오유진, 은가은&박구윤, 황우림&김소유
- 하춘화 & 안성훈 & 헤즈(47회) - 홍지윤, 김의영, 별사랑
- 김용빈 & 설하윤(47회) - 김태연, 은가은, 황우림
- 짝꿍 가요제(48회) - 김태연&이대원, 홍지윤&김동완, 김의영&윤정수, 별사랑&윤재원, 은가은&심현석, 황우림&황재근
- 행운요정특집(49회) - 홍지윤&현미, 김태연&강진, 김의영&박상철, 별사랑&양지원, 은가은&조혜련, 황우림&류영채
- 화밤생일특집(50회) - 홍지윤&김수희, 김태연&이병찬, 김의영&조항조, 별사랑&신성, 은가은&최성수, 황우림&서지오
- 주현미 & 영기 & 김양(51회) - 김태연, 김의영, 별사랑
- 강태관 & 소유미(51회) - 홍지윤, 은가은, 황우림
- 홍자 & 정다경 & 김소유 & 두리 & 하유비 & 강예슬(52회) - 없음
- 없음(52회) - 홍지윤, 김태연, 김의영, 별사랑, 은가은, 황우림
- 이솔로몬 & 김동현 & 조연호 & 박장현 & 손진욱 & 김희석(53회) - 없음
- 없음(53회) - 홍지윤, 김태연, 김의영, 별사랑, 은가은, 황우림
- 미스트롯단합대회(54회) - 홍지윤&홍자, 김태연&정다경, 김의영&송가인, 별사랑&김소유, 은가은&강예슬, 황우림&김희진
- 강문경 & 김희재 & 성진우 & 조명섭 & 김용빈 & 현진우(55회) - 없음
- 없음(55회) - 홍지윤, 김태연, 김의영, 별사랑, 은가은, 황우림
- 김호중 & 허경환 & 서인영 & 정다경 & 영기 & 정호영(56회) - 없음
- 없음(56회) - 홍지윤, 김태연, 김의영, 별사랑, 은가은, 황우림
- 김민건 & 권도훈 & 서건후 & 서지유 & 정예준 & 조승원(57회) - 미스터트롯2 새내기 신동 특집
- 없음(57회) - 홍지윤, 김태연, 김의영, 별사랑, 은가은, 황우림
- 김선근 & 고강민 & 이도진 & 일민 & 최우진 & 태욱(58회) - 미스터트롯2 한풀이특집
- 없음(58회) - 홍지윤, 김태연, 김의영, 별사랑, 은가은, 황우림
- 김태연 & 은가은 & 황우림 & 한혜진 & 진시몬 & 창민(59회) - 트롯찐친 오락관 특집
- 홍지윤 & 김의영 & 별사랑 & 금잔디 & 신유 & 강예슬(59회) - 트롯찐친 오락관 특집
- 김태연 & 은가은 & 황우림 & 강태풍 & 황민우 & 진웅(60회) - 미스터트롯2 끼갑부 특집
- 홍지윤 & 김의영 & 별사랑 & 정민찬 & 이찬성 & 최대성(60회) - 미스터트롯2 끼갑부 특집
- 홍지윤 & 김의영 & 별사랑 & 손빈아 & 박건우 & 성민(61회) - 미스터트롯2 꽃미남 비주얼 특집
- 김태연 & 은가은 & 황우림 & 노지훈 & 슬리피 & 영광(61회) - 미스터트롯2 꽃미남 비주얼 특집
- 홍지윤 & 김의영 & 별사랑 & 박서진 & 성리 & 강재수(62회) - 미스터트롯2 재간둥이 특집
- 김태연 & 은가은 & 황우림 & 고정우 & 임찬 & 한태이(62회) - 미스터트롯2 재간둥이 특집
- 홍지윤 & 김의영 & 별사랑 & 양지원 & 김사은(63회) - 장민호 가요제
- 김태연 & 은가은 & 황우림 & 재하 & 김양(63회) - 장민호 가요제
- 김유하 & 임지민 & 이소원 & 강신비 & 임서원 & 황승아(64회) - 내일은 가수왕 특집
- 없음(64회) - 홍지윤, 김태연, 김의영, 별사랑, 은가은, 황우림
- 김태연 & 은가은 & 황우림 & 신인선 & 김민희 & 류지광(65회) - 인순이 가요제
- 홍지윤 & 김의영 & 별사랑 & 이대원 & 소유미 & 신승태(65회) - 인순이 가요제
- 안성훈, 박지현, 진해성, 나상도, 최수호, 진욱, 박성온(66회) - 미스터트롯2 TOP7 트롯 꽃길 특집
- 김태연, 김의영, 은가은, 양지은, 홍자, 정다경, 강예슬(66회) - 미스터트롯2 TOP7 트롯 꽃길 특집
- 김수찬, 박서진, 송가인, 정다경, 강예슬(67회) - 알혼 가요제
- 진해성, 양지은, 김태연, 김의영, 은가은(67회) - 알혼 가요제
- 박지현&김달훈, 나상도&김환균, 신인선&신기남, 일민&이동준, 신승태&신명선(68회) - 내 사랑 아빠 특집
- 양지은, 김태연, 김의영, 은가은, 홍자, 정다경, 강예슬(68회) - 내 사랑 아빠 특집
- 양지은, 김태연, 강예슬, 윤준협, 이하준, 송민준, 추혁진(69회)
- 홍자, 정다경, 김의영, 은가은, 김용필, 황민호, 길병민, 장송호(69회)
- 송가인, 김태연, 김의영, 강예슬, 김소유, 이도진(70회) - 흥바람 특집
- 양지은, 정다경, 은가은, 한이재, 설하윤, 윙크(70회) - 흥바람 특집
- 송가인&조은서, 김의영&은가은, 재하&임주리, 오유진&유일남(71회) - 뽕짝쿵짝 패밀리 특집
- 양지은&김태연, 정다경&강예슬, 소유미&소명, 황민우&황민호(71회) - 뽕짝쿵짝 패밀리 특집
- 양지은, 정다경, 김태연, 윤복희, 박구윤, 최우진(72회) - 붐면가왕 특집
- 송가인, 김의영, 은가은, 강예슬, 문희옥, 박상철(72회) - 붐면가왕 특집
- 양지은, 홍자, 정다경, 김태연, 김의영, 은가은, 강예슬(73회) - 키즈카페 특집
- 김유하, 서지유, 송도현, 박성온, 임지민, 조승원, 황민호(73회) - 키즈카페 특집
- 양지은, 김태연, 김의영, 은가은, 김용빈, 조명섭(74회) - 잔끼자랑 특집
- 홍자, 정다경, 강예슬, 별사랑, 우연이, 하동근(74회) - 잔끼자랑 특집
- 홍자, 정다경, 은가은, 강예슬, 김용임, 노지훈(75회) - 화밤꽃이 피었습니다 특집
- 양지은, 김태연, 김의영, 강태풍, 권민정, 윤준협(75회) - 화밤꽃이 피었습니다 특집
- 송가인, 정다경, 김태연, 김의영, 배일호, 추혁진(76회) - 화밤 노래자랑 특집
- 양지은, 은가은, 강예슬, 김혜연, 금잔디, 허찬미(76회) - 화밤 노래자랑 특집
- 송가인, 정다경, 김태연, 은가은, 이미리, 한가빈, 성민(77회) - 화밤 인생곡 특집
- 양지은, 김의영, 강예슬, 전유진, 강진, 영기, 김사은(77회) - 화밤 인생곡 특집
- 송가인&양지은, 정다경&김의영, 김태연&은가은, 강예슬&소유미(78회) - 제1회 쌍쌍 트롯 페스티벌[14]
- 하춘화[15]&안성훈, 김동현&김유하, 송민준&송도현, 윤준협&최수호(78회) - 제1회 쌍쌍 트롯 페스티벌
- 홍자, 정다경, 은가은, 진시몬, 양지원, 오유진(79회) - 화밤에 진심 ON
- 양지은, 김태연, 김의영, 강예슬, 슬리피, 박주희(79회) - 화밤에 진심 ON
- 홍자, 김의영, 은가은, 이찬원, 홍잠언, 신승태(80회) - 제2회 주현미 가요제
- 양지은, 정다경, 김태연, 강예슬, 김수찬, 김용빈(80회) - 제2회 주현미 가요제
- 홍지윤&홍주현, 정다경&정은숙[16], 김태연&은가은, 윙크(81회) - 트롯 유전자 특집
- 양지은&양효리[17], 홍자&박지혜[18], 김의영&강예슬, 진웅&최대성(81회) - 트롯 유전자 특집
- 홍지윤, 홍자, 은가은, 강예슬, 황민호, 나상도, 최우진(82회) - 나훈아 가요제
- 양지은, 정다경, 김태연, 김의영, 홍잠언, 박지현, 고정우(82회) - 나훈아 가요제
- 홍지윤, 홍자, 김의영, 은가은, 김용필, 김소연(83회) - 오~ 필승 화밤 특집
- 양지은, 정다경, 김태연, 강예슬, 진해성, 이병찬(83회) - 오~ 필승 화밤 특집
- 송가인, 홍지윤, 정다경, 은가은, 소유미, 윤복희[19], 윤항기(84회) - 추석 특집 효도합시다
- 양지은, 홍자, 김태연, 김의영, 강예슬, 정미애, 박서진(84회) - 추석 특집 효도합시다
- 원미연, 현진영, 김소유, 홍자, 김의영, 김태연(85회) - 행운을 드립니다 특집
- 정훈희, 이하준, 양지은, 정다경, 은가은, 강예슬(85회) - 행운을 드립니다 특집
- 양지은, 홍자&박근화[20], 정다경, 김태연, 강예슬, 박구윤&박정욱[21](86회) - 트롯 로열패밀리 특집
- 홍지윤, 김의영, 은가은, 나상도&김환균[22], 현진우&안성준(86회) - 트롯 로열패밀리 특집
- 홍지윤, 홍자, 정다경, 김의영, 김수찬, 송민경, 김민희(87회) - 왕끼자랑 특집
- 양지은, 김태연, 은가은, 강예슬, 박지현, 재하(87회) - 왕끼자랑 특집
- 송가인, 김태연, 김의영, 현숙, 고정우, 고강민(88회) - 내 고향 화밤시 특집
- 양지은, 정다경, 은가은, 강예슬, 숙행, 김용필, 안성준(88회) - 내 고향 화밤시 특집
- 홍지윤, 홍자, 정다경, 은가은, 강재수, 정수연(89회) - 조항조 가요제
- 양지은, 김태연, 김의영, 강예슬, 윤서령, 나상도, 송민준(89회) - 조항조 가요제
- 양지은&박우철, 홍지윤&유수정[23], 김태연&박정아[24], 김의영, 은가은&이상준(90회) - 나의 스승님 특집
- 안성훈, 박지현&강재수, 진해성, 나상도&박정호[25], 최수호&왕기철[26](90회) - 나의 스승님 특집
- 양지은, 홍지윤, 김태연, 김의영, 은가은, 정미애, 허찬미, 소유미(91회) - 단 하나의 오리지널 파티 특집
- 안성훈, 박지현, 진해성, 나상도, 최수호, 추혁진, 황민호, 김수찬(91회) - 단 하나의 오리지널 파티 특집
- 양지은&송성호[27], 김태연&김예란[28], 은가은&양원혁[29], 박주희&김그루[30](92회) - 나의 보디가드 특집
- 홍지윤&김수안[31], 홍자&장용주[32], 김의영&박장군[33], 정다경&강예슬(92회) - 나의 보디가드 특집
- 박구윤, 홍지윤, 홍자, 김의영, 정다경, 최수호(93회) - 현철 가요제
- 송도현, 양지은, 김태연, 은가은, 강예슬, 진해성(93회) - 현철 가요제
- 홍지윤, 김의영, 은가은, 정다경, 별사랑, 박서진, 김양(94회) - 제 1회 미스 찐! 선발 대회
- 양지은, 홍자, 김태연, 강예슬, 성민지, 허찬미, 김소유(94회) - 제 1회 미스 찐! 선발 대회
- 홍지윤, 홍자, 은가은, 정다경, 김나희[34], 양지원(95회) - 금잔디 가요제
- 양지은, 김태연, 김의영, 강예슬[35], 박군, 신승태(95회) - 금잔디 가요제
- 나상도[36], 남진[37], 진해성[38], 진성[39], 설운도[40], 송대관[41], 태진아[42](96회) - TV조선 10대 가수 가요제
- 주현미[43], 신신애[44], 심수봉[45], 김연자[46], 홍지윤[47], 현숙[48], 현숙(96회) - TV조선 10대 가수 가요제
- 양지은, 홍지윤, 은가은, 김태연, 김의영, 설하윤, 김혜영 (97회) - 2024 트롯유랑극장
- 안성훈, 박지현, 진해성, 최수호, 나상도, 송민준, 윤준협 (97회) - 2024 트롯유랑극장
- 양지은&김의영&은가은, 홍지윤&김태연, 안성훈&최수호&나상도, 박지현&진해성, 김보민, 주하윤, 이은채 (98회) - 스타 선발 대회
- 양지은&김의영&은가은, 홍지윤&김태연, 안성훈&최수호&나상도, 박지현&진해성, 황정민, 조우준, 김민준&김도현, 박성온 (99회) - 스타 선발 대회 2탄
- 양지은&김의영&은가은, 홍지윤&김태연, 안성훈&최수호&나상도, 박지현&진해성, 이종태[49], 김남동[50], 강영철[51], 하희택[52], 양채민[53] (100회) - 스타 선발 대회 3탄
- 안성훈, 박지현, 진해성, 나상도, 최수호, 신승태, 하동근 (101회)
- 양지은, 홍지윤, 김태연, 김의영, 은가은, 정다경, 김용빈 (101회)
- 양지은, 김의영, 은가은, 홍지윤, 김태연, 풍금, 최향 (102회)
- 안성훈, 최수호, 나상도, 박지현, 진해성, 송민준, 채윤 (102회)

## 참고 사항
- 매주 금요일 밤에 한동안 대체 편성했으며, 내 딸 하자 특별판으로 편성했다.
- 개시 당초에는 금요일 밤이 좋아라는 프로그램이었다. 화요일 방송으로 변경되면서 제목이 화요일은 밤이 좋아로 변경되었다.
- TOP7 중 양지은, 홍지윤, 김태연, 김의영, 은가은 등은 고정 출연하고있으며 김다현, 별사랑, 강혜연, 황우림, 전유진 등은 최종 하차하였다.
- 내 딸 하자와 마찬가지로 김연지는 유일하게 출연하지 않았다.
- 영지는 소대장으로 고정출연이 아닌 게스트로 출연했다.

## 결방
- 2022년 6월 14일 : KEB하나은행 초청 2022 카타르월드컵 대한민국 VS 이집트 축구 국가대표 친선경기 중계방송 및 국민 MC 송해 추모로 인한 결방.
- 2022년 9월 27일 : KEB하나은행 초청 2022 카타르월드컵 대한민국 VS 카메룬 축구 국가대표 친선경기 중계방송으로 인한 결방.
- 2022년 11월 1일 : 이태원 압사 사고 참사 여파로 인한 결방.
- 2023년 1월 10일 : 미스터트롯2 미공개 올하트 스페셜 방송으로 인한 결방.
- 2023년 2월 7일 : 미스터트롯2 TOP25 스페셜 방송으로 인한 결방.
- 2023년 2월 28일 : 미스터트롯2 TOP16 스페셜 방송으로 인한 결방.
- 2023년 3월 7일 : 미스터트롯2 TOP10 스페셜 아주 특별한 하루 재방송으로 인한 결방.
- 2023년 3월 28일 : KEB하나은행 초청 대한민국 VS 우루과이 축구 국가대표 친선경기 중계방송으로 인한 결방.
- 2023년 6월 20일 : KEB하나은행 초청 대한민국 VS 엘살바도르 축구 국가대표 친선경기 중계방송으로 인한 결방.
- 2023년 9월 19일 : 2022 항저우 아시안 게임 남자 축구 E조 조별리그 1차전 대한민국 VS 쿠웨이트 중계방송으로 인한 결방.
- 2023년 9월 26일 ~ 2023년 10월 3일 : 2022 항저우 아시안 게임 중계방송으로 인한 결방.
- 2023년 10월 17일 : KEB하나은행 초청 대한민국 VS 베트남 축구 국가대표 친선경기 중계방송으로 인한 결방.
- 2024년 1월 16일 ~ 2024년 1월 23일 : 미스트롯3 세상을 뒤집은 조선의 딸 스페셜 1부 & 2부 방송으로 인한 결방.
- 2024년 2월 6일 : 설연휴 및 2023 카타르 AFC 아시안컵 준결승 대한민국 VS 요르단 중계 여파와 미스트롯3 세상을 뒤집은 조선의 딸 스페셜 3부 방송으로 인한 결방.
- 2024년 2월 13일 : 미스트롯3 세상을 뒤집은 조선의 딸 스페셜 4부 방송으로 인한 결방.